# ブラジリアン・トップチーム
ブラジリアン・トップチーム（Brazilian Top Team、略称BTT）は、ブラジルの総合格闘技のジム及びチーム。リオデジャネイロ市のラゴア区に本部ジムを置き、世界各地に支部ジムを持つ。

## 概要
2000年、カーウソン・グレイシー柔術アカデミーから独立した、マリオ・スペーヒー、ムリーロ・ブスタマンチ、ヒカルド・リボーリオを中心に結成された。
総合格闘技だけでなく、ブラジリアン柔術、グラップリング、ムエタイといった様々なクラスが存在し、打撃専門の選手も在籍している。
在籍するプロ選手はファイトマネーの10%をマネージメント料・施設使用料としてチームに納付するルールがあるが、このルールが元でトラブルになり、一時多くの選手が離脱する騒ぎとなった。また、2007年以降の総合格闘技界の再編に伴い、チームの主力選手が相次いで脱退する事態となった。

## 主な所属選手
- ホジマール・"トキーニョ"・パリャーレス
- デビッド・ベルクヘーデン

## 元所属選手
- ムリーロ・ブスタマンチ（UFC世界ミドル級王者）
- マリオ・スペーヒー（UFC世界ミドル級王者）
- ヒカルド・リボーリオ（アメリカン・トップチーム代表）
- カーロス・バヘット（ブラック・ハウスを主宰）
- ビクトー・ベウフォート（ブラック・ハウスに移籍）
- アントニオ・ホドリゴ・ノゲイラ（チーム・ノゲイラを主宰）
- アントニオ・ホジェリオ・ノゲイラ
- ヒカルド・アローナ
- ホアン・"ジュカオン"・カルネイロ（アメリカン・トップチームに移籍）
- ジョルジュ・サンピエール（UFC世界ウェルター級、ミドル級王者）
- パトリック・コーテ
- パウロ・フィリォ
- アレッシャンドリ・カカレコ
- アントニオ・シウバ
- アラン・ゴエス
- ミルトン・ヴィエイラ
- ルイス・ブスカペ